# Claude Delacroix
Cet article possède un paronyme, voir Claude Delcroix.
Pour les articles homonymes, voir Delacroix.
Claude Delacroix (né à Bruxelles le 17 avril 1939), titulaire d'un diplôme de docteur en droit de l'Université de Leuven, est un animateur de radio belge et ancien directeur de la station La Première de la  RTBF.

## Biographie
Claude Delacroix entre à la RTB en 1966 où il anime l'émission de radio Formule J à partir d'octobre1967.
Il est à l'origine, en 1983, de la création de Radio21, extrapolation à toute la Belgique francophone de Bruxelles21 qu'il avait fondée en 1981.
Pour la télévision, il commente à plusieurs reprises le Concours Eurovision de la chanson pour la RTB, en 1970, puis pour la RTBF en 1987 puis entre 1990 et 1993. La même année, Claude Delacroix est promu, à la radio, directeur de La Première ; c'est à cette occasion que Jean-Pierre Hautier lui succède comme commentateur du concours eurovision pour la RTBF.
Ensuite, Claude Delacroix anime l'émission de radio Flash Back pour La Première.
Aujourd'hui, Claude Delacroix anime Classic 21 60's pour Classic 21.